# 阿伦德尔府

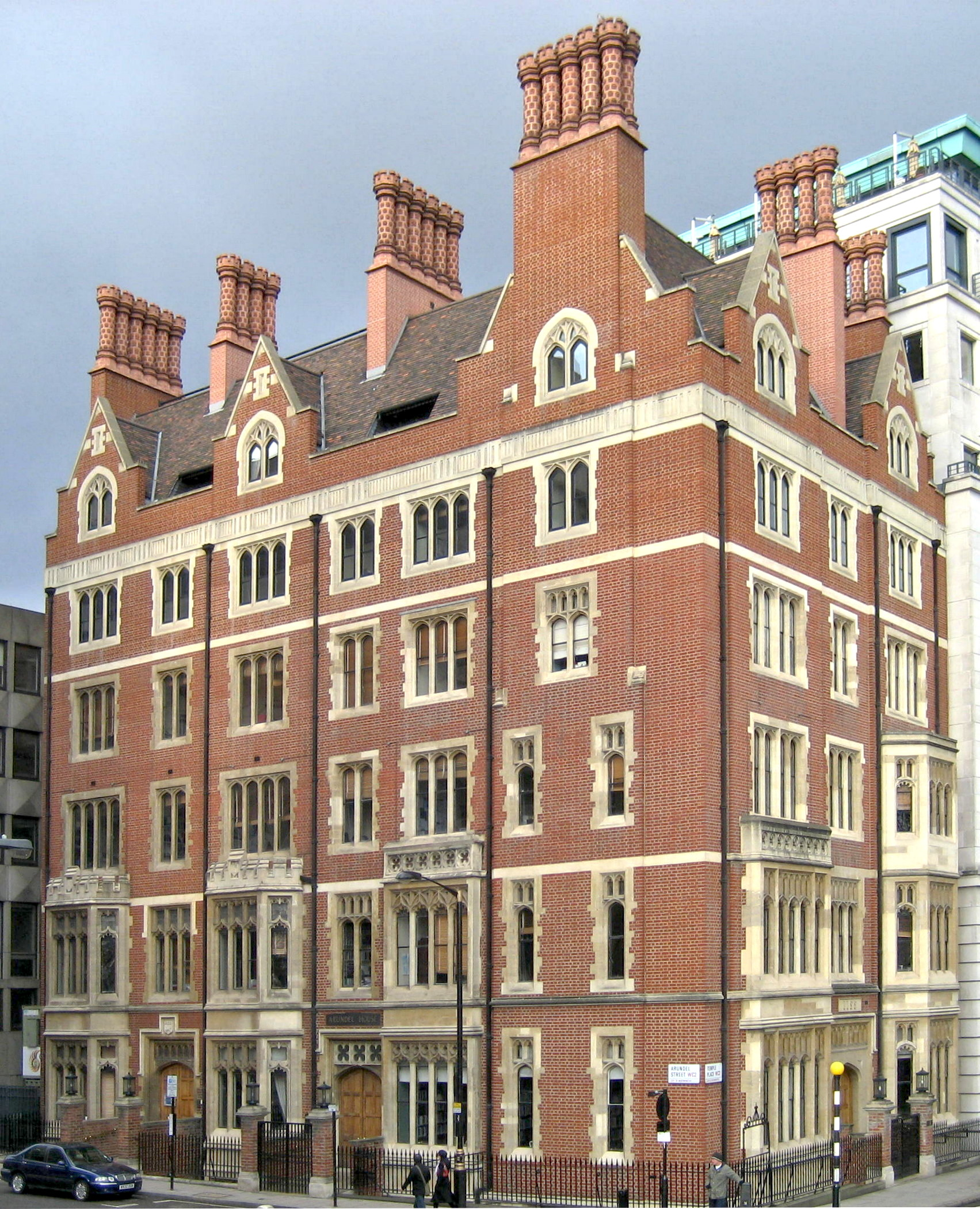
阿伦德尔府

51°30′43″N 0°6′51″W / 51.51194°N 0.11417°W
阿伦德尔府（英語：Arundel House）是英国伦敦的一座府邸，介于河岸街和泰晤士河之间，靠近丹麦圣克莱蒙教堂。
阿伦德尔府在中世纪是巴斯和韦尔斯主教的府邸。宗教改革之后，1539年归属南安普顿伯爵一世威廉·费兹威廉，1545年归属第一代休德利的西摩男爵托馬斯·西摩。1549年，阿伦德尔伯爵十九世亨利·菲查伦出资40英镑购买了这座府邸。
阿伦德尔府目前是国际战略研究所总部。